# قوبلاي خان (قصيدة)
قوبلاي خان قصيدة من تأليف صامويل تايلر كوليريدج، أتمها في 1797 ونُشرت في 1816. تُمنح أحيانًا عنوان «رؤيا في حلم» و «كِسرة». وفقًا لتوطئة كوليريدج لقوبلاي خان، فقد أُلفت القصيدة في إحدى الليالي بعد أن حلم حلمًا تحت تأثير الأفيون بعد قراءته عملًا يصف زانادو، العاصمة الصيفية لسلالة يوان الصينية التي يقودها المغول والتي أسسها قوبلاي خان (شيزو إمبراطور يوان). شرع عند استيقاظه بكتابة سطور من الشعر راودته من الحلم حتى قاطعه «شخص من بورلوك». لم يتمكن من إتمام القصيدة وفقًا لخطته الأصلية المنطوية على 200- 300 سطر لأن المقاطعة أنسته السطور. لم ينشرها، وأبقاها للقراءات الخاصة لأصدقائه حتى 1816 وقتما نشرها بتحريض من اللورد جورج غوردون بايرون.
القصيدة مختلفة اختلافًا شاسعًا عن بقية قصائد كوليريدج. يصف أول مقطع من القصيدة قبة ملذات قوبلاي خان التي بناها بجوار نهر مقدس يغذيه ينبوع غزير. المقطع الثاني من القصيدة عن رد فعل الراوي على قوة أغنية عذراء حبشية وآثارها، والتي تسحره لكنها تتركه عاجزًا عن الاستجابة لإثارتها ما لم يسمعها مرة أخرى. يشكلان معًا مقارنة بين القوة الإبداعية التي لا تتوافق مع الطبيعة والقوة الإبداعية المتناغمة من الطبيعة. يتحول المقطع الثالث والأخير إلى منظور المتكلِّم الذي يفصّل رؤيته لامرأة تعزف على الدولسيمر، وإذا ما تمكن من إحياء أغنيتها، فسيتمكن من ملء قبة الملذات بالموسيقى. ويختتم بوصف ردة فعل افتراضية للجمهور على الأغنية بلغة النشوة الدينية.
شجب بعض من أقران كوليريدج القصيدة وشككوا بقصته عن منشئها. لم يبدأ النقاد بإبداء إعجابهم العلني بالقصيدة إلا بعد سنوات لاحقة. يرى معظم النقاد المعاصرون اليوم قوبلاي خان واحدة من أعظم ثلاث قصائد لكوليريدج، إلى جانب قصيدة البحار العجوز وقصيدة كريستابيل. تُعد القصيدة إحدى أشهر الأمثلة على الرومانسية في الشعر الإنجليزي، وإحدى أكثر القصائد إدراجًا في المختارات الأدبية في اللغة الإنجليزية. المخطوطة في عرض دائم في المكتبة البريطانية بلندن.

## القصيدة
تنقسم القصيدة إلى ثلاثة مقاطع غير منتظمة، والتي تنتقل انتقالًا سائبًا بين الأزمنة والأماكن المختلفة.
يبدأ المقطع الأول بوصف تصوريّ لأصل زانادو عاصمة قوبلاي خان (السطران الأول والثاني). تُوصف بأنها قرب نهر ألْف، الذي يمر عبر كهوف قبل أن يصل إلى بحر مظلم (السطران الثالث والخامس). أحيطت عشر أميال بأسوار محصنة (السطرن السادس والسابع)، وضمّت حدائق وغابات خصبة (السطران الثامن والحادي عشر).
يصف المقطع الثاني خانقًا غامضًا (السطران الثاني عشر والسادس عشر). اندلع انفجار مائي حراري من الخانق (السطران السابع عشر والتاسع عشر)، مرسلًا حطامًا في الجو (السطران العشرون والثالث والعشرون) ومشكلًا منبع النهر المقدس ألْف (السطر الرابع والعشرون). تعرّج النهر بين الغابات، ثم وصل إلى الكهوف والبحر المظلم المذكور في المقطع الأول (السطران الخامس والعشرون والثامن والعشرون). كان قوبلاي خان حاضرًا على الانفجار وسمع نبوءة حرب (السطران التاسع والعشرون والثلاثون). يقدم مقطع فيه مسافة بادئة صورة قبة الملذات منعكسة على الماء، وتحيط بها أصوات النافورة فوق الماء والنهر من تحته (السطران الحادي والثلاثون والرابع والثلاثون). يصف سطران أخيران بدون مسافة بادئة القبة من جديد (السطران الخامس والثلاثون والسادس والثلاثون).
ينتقل المقطع الأخير إلى منظور المتكلّم الخاص براوي القصيدة. رأى مرة امرأة في رؤيا تعزف على الدولسيمر (السطران السابع والثلاثون والحادي والأربعون). يقول إنه إذا ما تمكن من إحياء الأغنية بنفسه، فيستمكن من إحياء القبة نفسها بالموسيقى (السطران الثاني والأربعون والسابع والأربعون). أولئك الذين سمعوا سيرون أنفسهم هناك أيضًا، ويصيحون صيحة تحذير (السطران الثامن والأربعون والتاسع والأربعون). يقلق تحذيرهم شخصية ذكورية مخيفة (السطر الخمسون). ينتهي المقطع بإرشادات وتحذير، من أجل تنفيذ طقوس لأنه أكل طعام الفردوس (السطران الحادي والخمسون والرابع والخمسون).

## تأليفها ونشرها

### تاريخ التأليف
يُرجح أن قوبلاي خان قد كُتبت في أكتوبر 1797، رغم أن التاريخ والظروف الدقيقة لتأليفها غامضة بعض الشيء بسبب محدودية الأدلة المباشرة. عادة ما كان كوليريدج يؤرخ قصائده، لكنه لم يؤرخ قوبلاي خان، ولم يذكر القصيدة مباشرة في رسائله لأصدقائه.
تنسب أوصاف كوليريدج تأليف القصيدة إلى عام 1797. في مخطوطة بخط يد كوليريدج (تُعرف باسم مخطوطة كرو)، تقول ملاحظة كتبها كوليريدج إنها أُلفت «في خريف عام 1797». في 14 أكتوبر 1797، كتب كوليريدج رسالة إلى جون ثيلوول، والتي، برغم أنها لا تذكر قوبلاي خان مباشرة، تعبر عن العديد من المشاعر الموجودة في القصيدة، ما يشير إلى أن هذه الموضوعات كانت في ذهنه. أدت هذه التفاصيل كلها إلى إجماع على أن أكتوبر 1797 هو تاريخ التأليف.
يُقترح أحيانًا تاريخ تأليف هو مايو 1798 لأن أول تسجيل مذكور للقصيدة كان في جريدة دوروثي ووردسوورث في أكتوبر 1797. اقتُرح أيضًا أكتوبر 1799 لأنه بحلول ذلك الوقت كان بمقدور كوليريدج قراءة عمل ثالابا المدمر لروبرت ساوذي، وهو عمل مستند إلى مصادر قوبلاي خان نفسها. في كلتا الفترتين الزمنيتين، عاد كوليريدج من جديد إلى منطقة آش فارم، قرب كنيسة كولبون، حيث وصف كوليريدج باستمرار تأليفه القصيدة. لكن الأشيع قبول تاريخ أكتوبر 1797 على أنه تاريخ التأليف.

### تأليفها في حلم
في سبتمبر 1797، عاش كوليريدج في نيذر ستوي في الجنوب الغربي الإنجليزي وقضى الكثير من وقته يتمشى في تلال كوانتوك رفقة زميله الشاعر ويليام ووردسوورث ودوروثي أخت ووردسوورث (يُعرف مساره اليوم باسم «طريق كوليريدج»). في وقت ما بين 9 و14 أكتوبر 1797، في الوقت الذي يقول كوليريدج أنه أتم تراجيديا أوسوريو فيه، غادر ستوي قاصدًا لينتون. في رحلة عودته، مرض واستراح في آش فارم، الواقعة قرب كنيسة كولبون وإحدى الأماكن القليلة التي يمكنه البحث عن ملجأ فيها في طريقه. وهناك، راوده حلم ألهمه القصيدة.